# Tratado de Georgievsk
O Tratado de Georgievsk (em russo:  Георгиевский трактат, Georgievskiy traktat; em georgiano:  გეორგიევსკის ტრაქტატი, georgievskis trak'tati) foi um tratado assinado entre o Império Russo e o reino georgiano de leste, o da Cártlia-Caquécia a 24 de Julho de 1783. O tratado estabeleceu a Geórgia como protectorado da Rússia, a qual garantia a integridade territorial da Geórgia e a continuação da dinastia reinante, a Dinastia Bagrationi, em troca de influência na política exterior georgiana. Deste modo, a Geórgia abdicou de qualquer forma de dependência da Pérsia (os quais tinham sido os soberanos da maioria da Geórgia por séculos) ou de qualquer outra potência, e todos os monarcas georgianos deveriam ser aceitados e investidos pelo czar russo.[carece de fontes?]

## Termos
Baixo os artigos I, II, IV, VI e VII do tratado, a czarina russa tornou-se a única senhora dos governantes georgianos, garantido a soberania interna dos georgianos e a sua integridade territorial, e prometendo "tratar os seus inimigos como os dela". Cada um dos reis georgianos teriam, desta maneira, jurar aliança aos czares russos, apoiar a Rússia na guerra e não ter relações diplomáticas com outra nações sem a aprovação prévia da Rússia.

Vendo a história das conquistas da Geórgia que foram sempre desde o Sul, uma aliança com a Rússia podem ter sido vista como a única maneira de desencorajar ou resistir uma possível invasão persa ou turca, mas também de estabelecer uma relação com a Europa Ocidental. No passado, os reis georgianos não tiveram apenas de aceitar a dominação formal turca ou persa, mas também em ocasiões converter-se ao Islão e manter-se nas suas capitais. Desta forma isto não era um episódio singular ou uma capitulação para a Cártlia-Caquécia. Porém, no preâmbulo do tratado e no artigo VIII a união religiosa da Ortodoxia entre russos e georgianos foi reconhecida, e o primado da Geórgia, o católico, tornou-se no oitavo arcebispo permanente e membro do Santo Sínodo russo.[carece de fontes?]